# Hradiště (tvrz)
Hradiště je renesanční tvrz přestavěná na sýpku ve stejnojmenné vesnici v okrese Teplice. Stojí v západní části vesnice v nadmořské výšce okolo 210 metrů. Celý areál bývalého hospodářského dvora, zahrnující kromě samotné tvrze další, vesměs zchátralé obytné domy, hospodářské objekty se stájemi a stodolou a ohradní zeď, je od roku 1964 chráněn jako kulturní památka.

## Historie

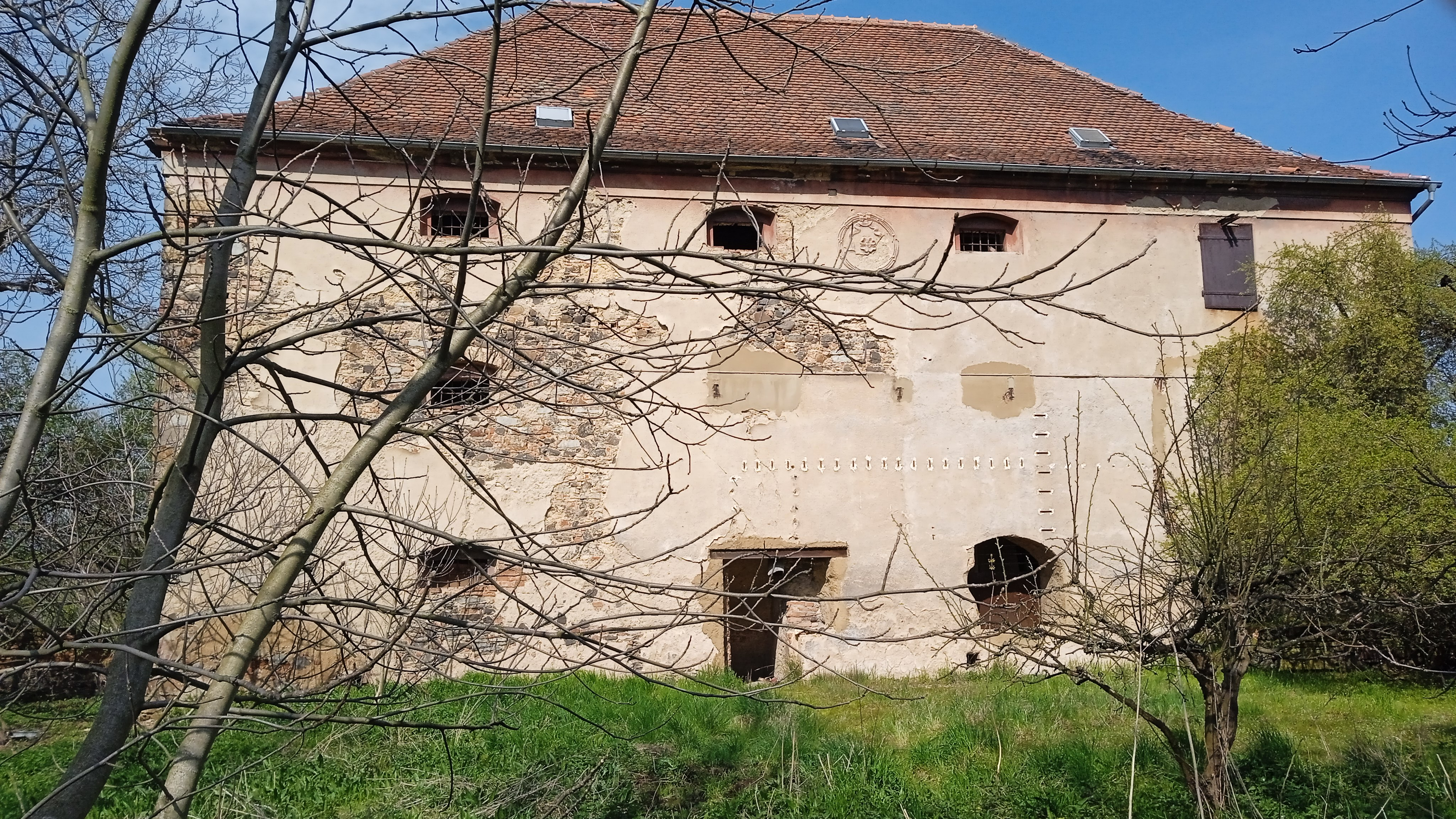
Jižní fasáda bývalé tvrze

První písemná zmínka o tvrzi pochází z roku 1550, kdy patřila Václavu Ledvickému. Ovšem již v roce 1413 ve vesnici sídlil rytíř Sezema, v roce 1415 je uváděn leník teplického panství Hereš a v roce 1428 Jan Hrádek z Chodžova. Dalším známým majitelem byl roku 1531 Jindřich Ledvický z Chanova. V roce 1585 vesnici s tvrzí koupil Žibřid Žďárský ze Žďáru a na Všechlapech. Od jeho potomků tvrz získala Magdaléna Rausendorfová ze Špremberka a od ní v roce 1590 Radslav Vchynský ze Vchynic († 1619). Panství zkonfiskované Vilémovi Vchynskému ze Vchynic († 1634) koupil během třicetileté války společně s Teplicemi Jan Aldringen a tvrz s hospodářským dvorem se stala součástí teplického velkostatku, u kterého zůstala až do roku 1945. V roce 1934 byla stará tvrz přestavěna na sýpku. Po druhé světové válce dvůr využívalo JZD.

## Stavební podoba

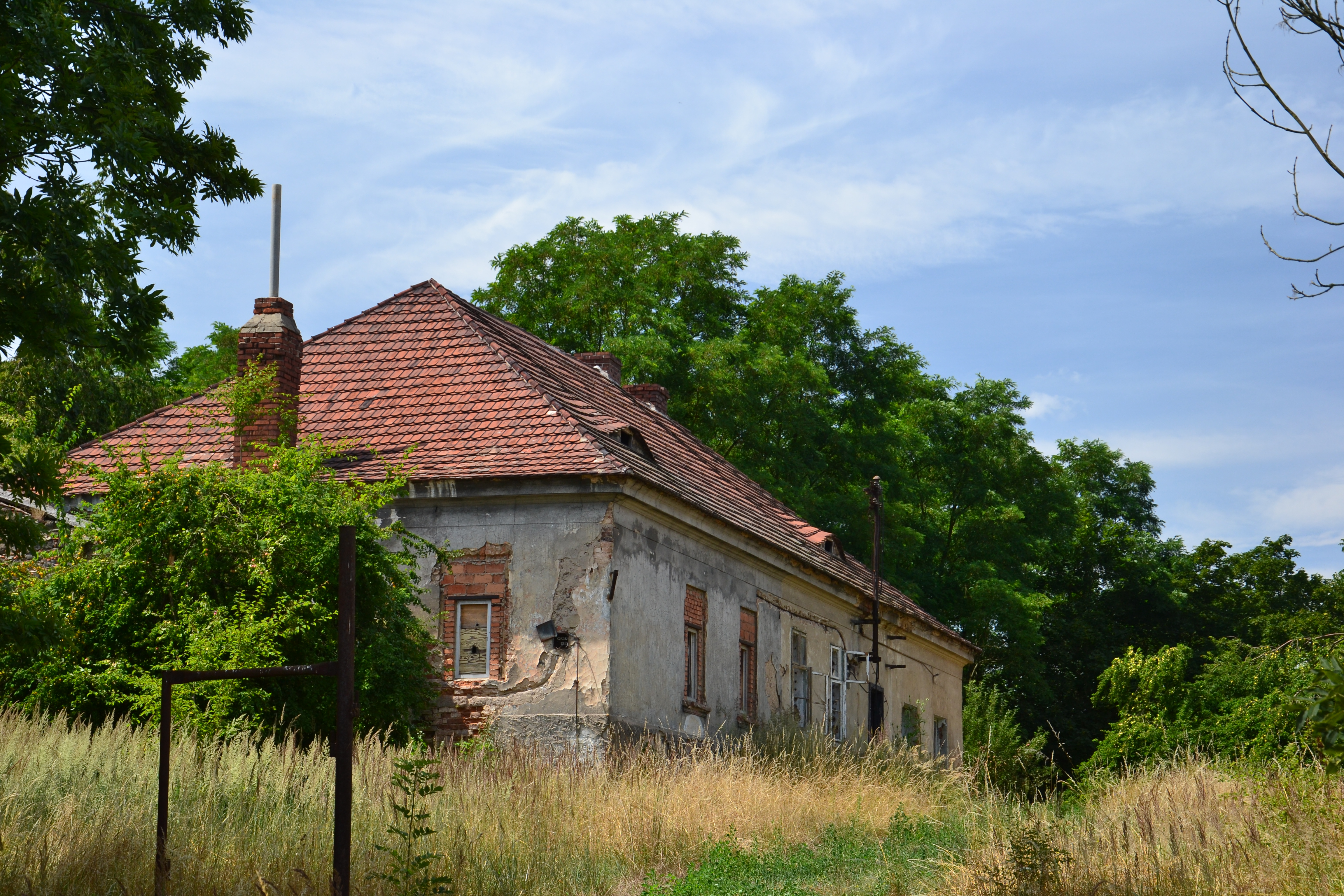
Obytná budova ve dvoře

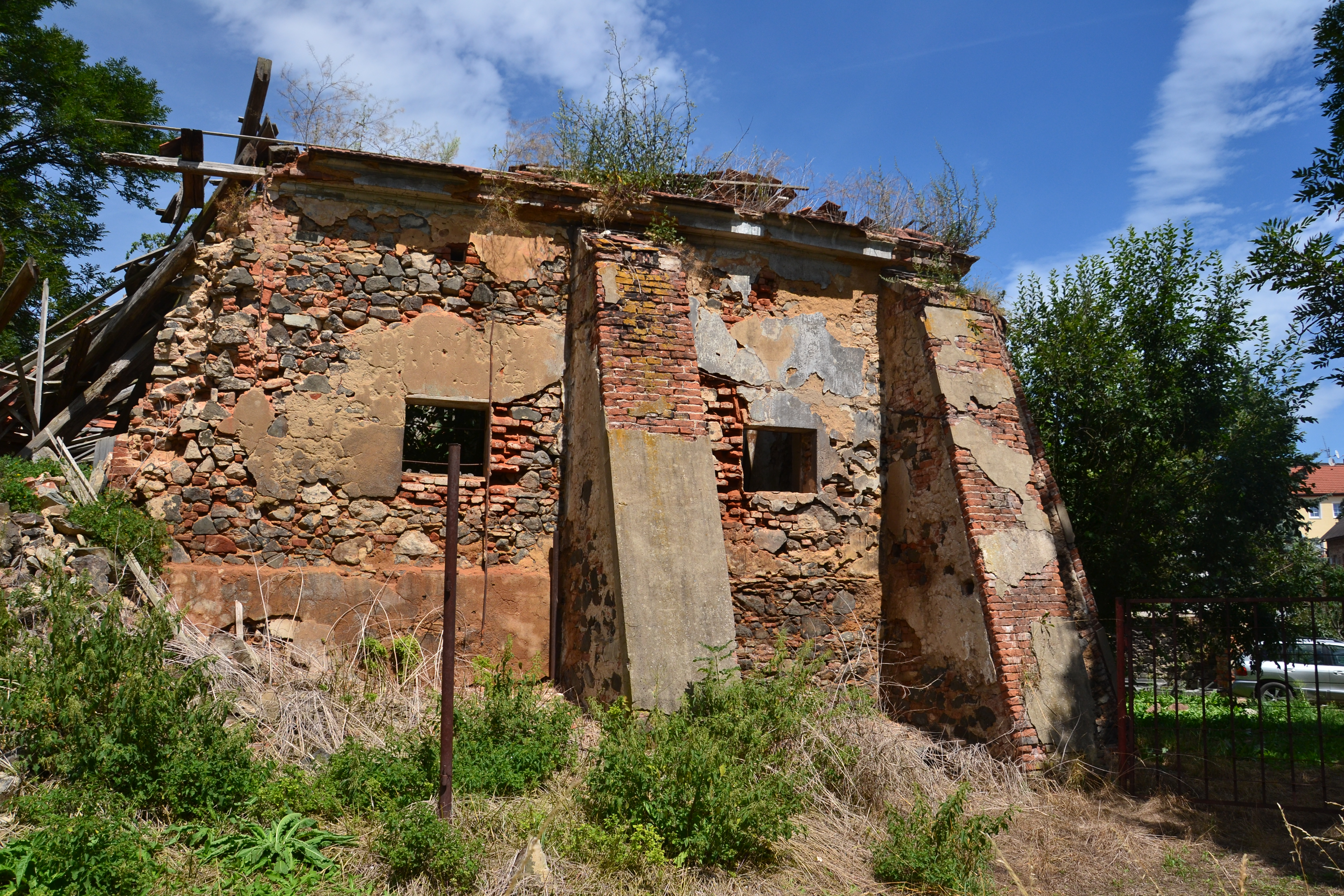
Hospodářská budova ve dvoře tvrze

Obdélná budova vlastní tvrze přestavěné na sýpku stojí na nejvyšším místě v západní části dvora. Pod ní se dochovaly klenuté sklepy, ale přestavba zcela zastřela její původní podobu a členění. Předpokládá se, že ostatní budovy dvora byly postaveny podél zaniklé hradby.